# Oberea seminigra
Oberea seminigra är en skalbaggsart som beskrevs av Louis Alexandre Auguste Chevrolat 1841. Oberea seminigra ingår i släktet Oberea och familjen långhorningar.
Artens utbredningsområde är Filippinerna. Inga underarter finns listade i Catalogue of Life.